# Dominique-France Loeb-Picard
Dominique-France Loeb-Picard známá také jako princezna Fadila Egyptská (* 23. listopadu 1948 Paříž) je bývalá manželka Fuada II., posledního krále Egypta a Súdánu. 

## Život a rodina
Narodila se do židovské rodiny v Paříži jako dcera alsaského archeologa, profesora Davida Roberta Loeba a jeho francouzsko-švýcarské manželky Paule-Madeleine Picardové. Ve svých 29 letech během studií na Sorbonně napsala diplomovou práci, založenou na psychologii ženy v knize Tisíc a jedna noc. 

## Manželství a rozvod
Po setkání navázala vztah se sesazeným králem Fuadem II. V květnu 1976 se v Monaku vzali. I když se sňatek konal dlouho po jeho sesazení, stále držela titul Její výsost královna Fadila Egyptská, jak bylo v této rodině zvykem. Manželství skončilo rozvodem v roce 1996, poté byla titulována jen pouze princezna. V roce 2002 se vzdala své vily v Paříži. Manželství bylo oficiálně zrušeno v roce 2008 a Dominique-France se tak musela vzdát královského titulu. 

## Děti
- Muhammad Alí, korunní princ Egypta a Súdánu
- Fawzia-Latifa Egyptská
- Fakhruddin Egyptský